# Kroger St. Jude International 2000
Il Kroger St. Jude International 2000 è stato un torneo giocato sul cemento indoor del Racquet Club of Memphis a Memphis nel Tennessee. 
È stata la 99ª edizione del Torneo di Memphis, facente parte dell'ATP International Series Gold nell'ambito dell'ATP Tour 2000.

## Campioni

### Singolare maschile
Magnus Larsson ha battuto in finale  Byron Black con il punteggio di 6–2, 1–6, 6–3.

### Doppio maschile
Justin Gimelstob /  Sébastien Lareau hanno battuto in finale  Jim Grabb /  Richey Reneberg con il punteggio di 6–4, 6–4.